# Fritillaria thunbergii
Fritillaria thunbergii är en liljeväxtart som beskrevs av Friedrich Anton Wilhelm Miquel. Fritillaria thunbergii ingår i Klockliljesläktet och i familjen liljeväxter. Inga underarter finns listade.

## Bildgalleri

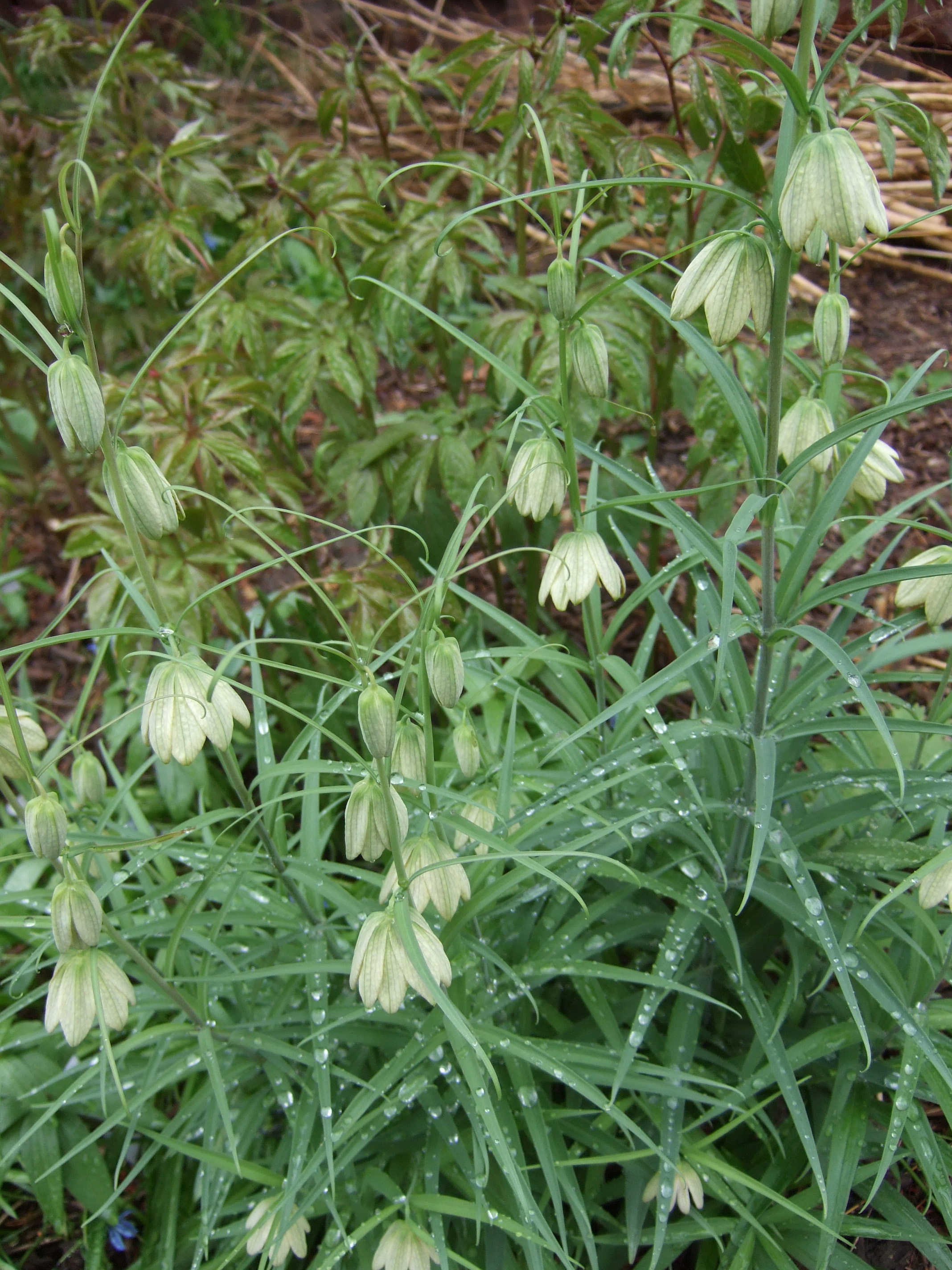
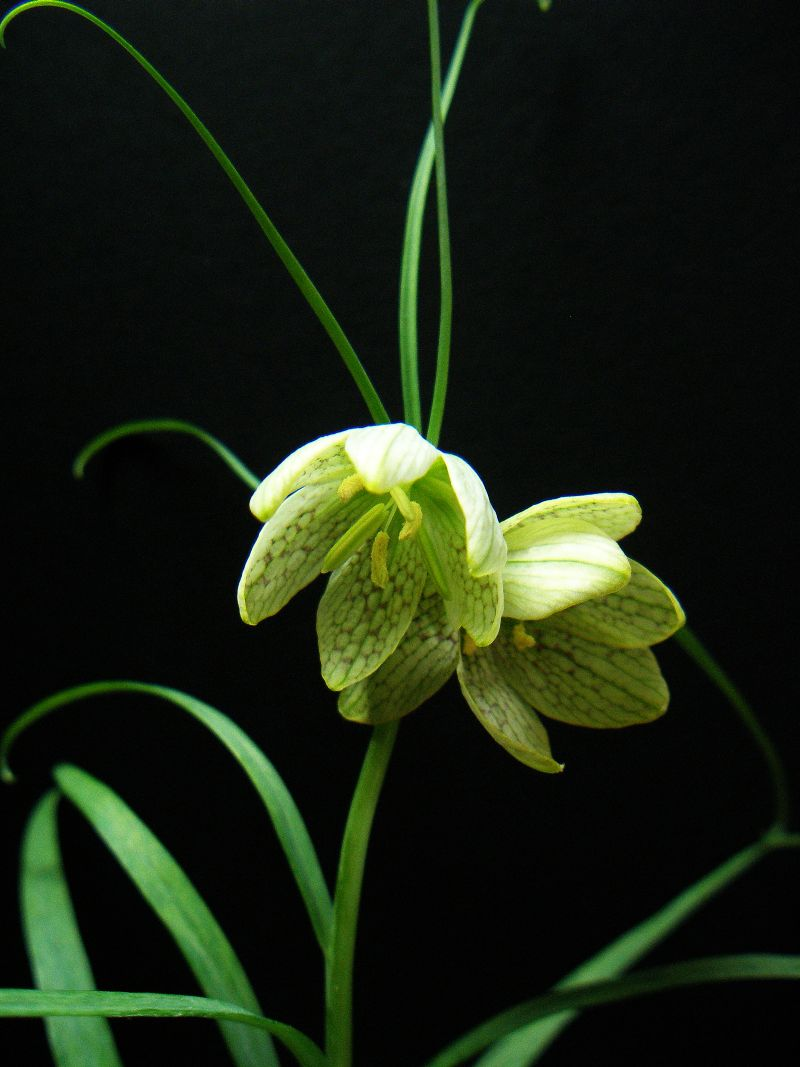
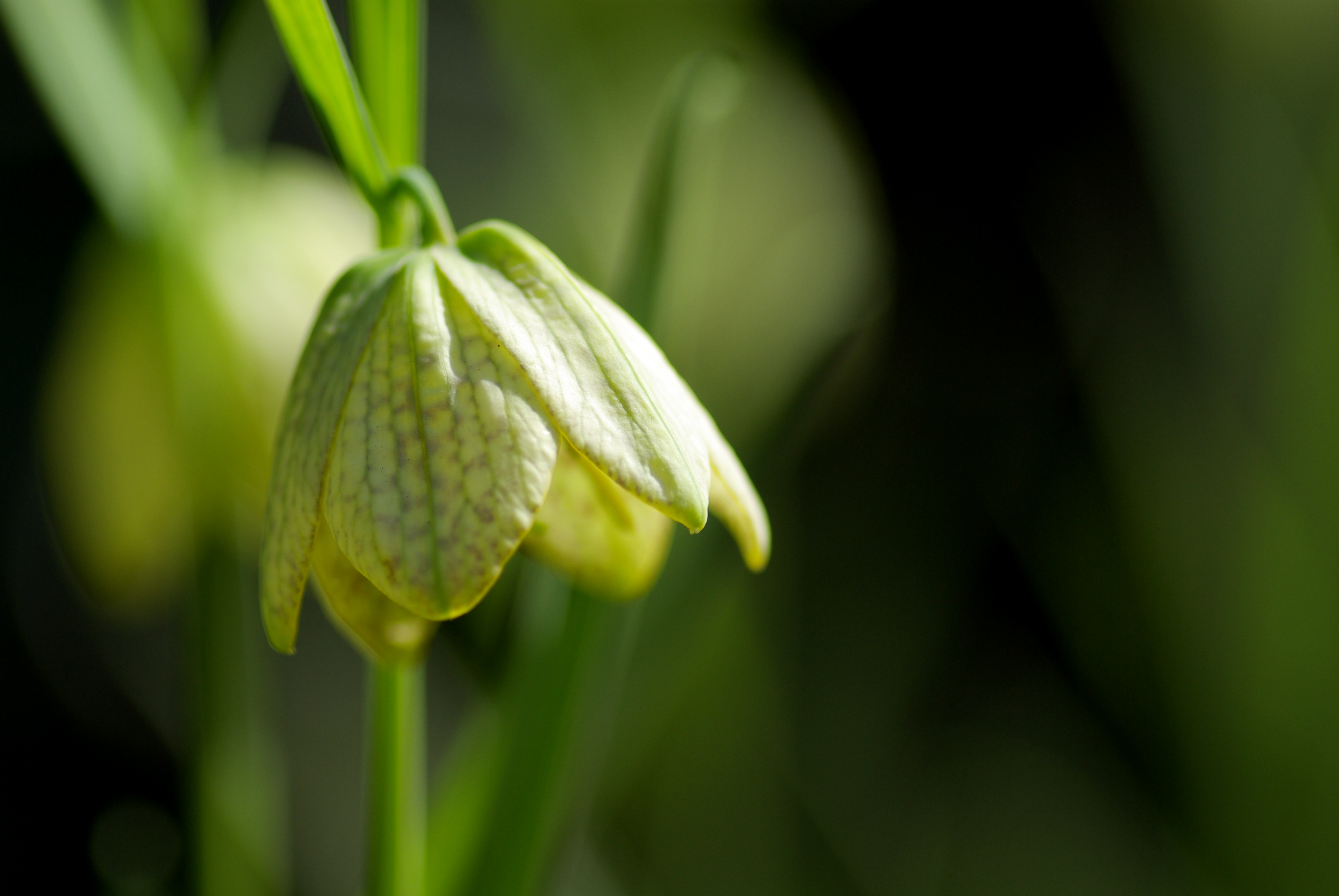
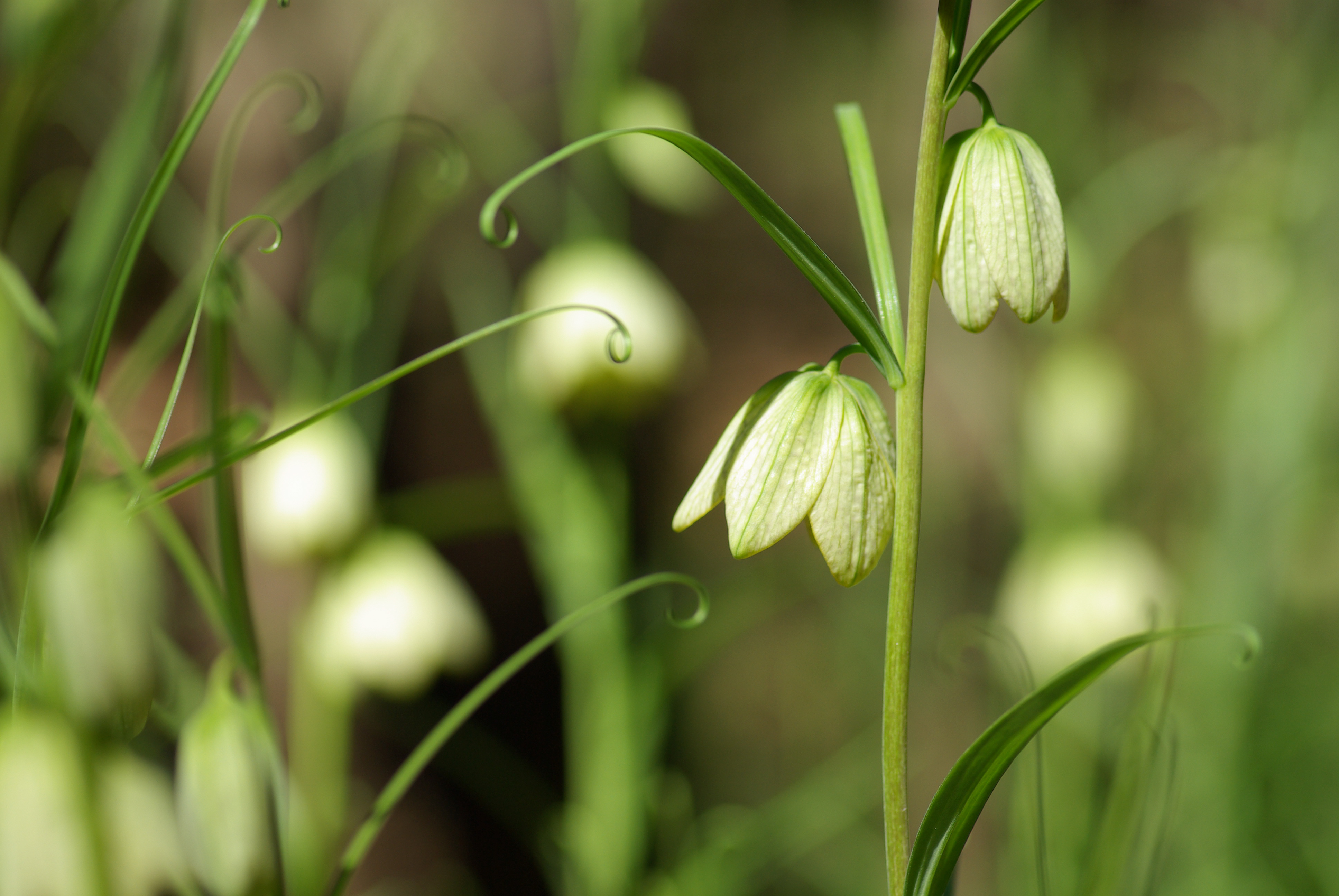